# Ватандаш
Ватандаш (Соотечественник, Compatriot) — российский общественно-политический, научно-популярный и художественный журнал, издающийся в Республике Башкортостан на башкирском и русском языках.

## Общая характеристика
Журнал выходит 1 раз в месяц. Учрежден Правительством Республики Башкортостан в 1996 году.
Освещает общественные события, происходящие в республике, публикует материалы по краеведению, публицистику. Публикуются авторы из России и других стран. Сайт журнала, по сведениям редакции, посещают до 25000 человек в месяц.
Также на страницах журнала публикуются архивные документы, научные статьи по истории, социологии, философии, фольклору, этнографии, языкознанию и другие. Печатаются сведения об учебных заведениях, театрах, музеях, библиотеках, городах и районах Башкортостана, местах компактного проживания башкир и другие.

## Награды
В 2005 году журнал и пять членов его редакционной коллегии были удостоены знака отличия «Золотой фонд российской прессы».

## Люди, связанные с журналом
Галеева Раиля Ураловна — редактор отдела
Ханнанова Зульфия Миндибаевна ― редактор отдела
Мухаметьянова Миляуша Нажибовна ― редактор отдела

### Главные редакторы
- Хусаинов Г. Б. (1996—2000)
- Ахмадеев Ф. В. (2000—2012)
- Юлдашбаев А. Р. (2012—2017)
- Магадеева Р. Р. (с 2017 года)